# Максо Дакић
Максим Максо Дакић (Ћусине, код Јајца, 11. март 1913 — Београд, 4. јун 1986), учесник Народноослободилачке борбе, друштвено-политички радник Социјалистичке Федеративне Републике Југославије и народни херој Југославије.

## Биографија
Рођен је 11. марта 1913. године у селу Ћусине, код Јајца. Потицао је из сиромашне сељачке породице. Његов отац Милан је био солунски добровољац, а после Првог светског рата се запослио у фабрици „Електробосна”, где је 1927. године настрадао несрећним случајем. Ова трагедија је додатно отежала стање породице, па је Максо под веома тешким условима похађао гимназију у Бања Луци, Фочи, Босанској Градишки и Сарајеву. Након матуре, уписао је Пољопривредно-шумарски факултет у Земуну, где је апсолвирао.
Током одслужења војног рока, завршио је Школу резервних официра у Горажду, 1939. године. Почетак Априлског рата, 1941. године затекао га је у близини Тивта, у Боки Которској, као водника вода противавионске заштите Југословенске војске. Након брзе капитулације, избегао је заробљавање и вратио се у своје родном село.

### Народноослободилачка борба
Након првих вести о усташким покољима над српским становништвом, током јуна 1941. године, у околним селима су се људи почели организовати како би пружили отпор усташама. У овим припремама учествовао је и Максо, због чега је био ухапшен од усташа и одведен у затвор у Јајце. У затвору га је и затекла вест о избијању устанка у Босанској Крајини, 27. јула 1941. године.
Уз помоћ активиста Народноослободилачког покрета (НОП), успео је да побегне из усташког затвора и да се прикључи партизанима. Пошто је има војничког искуства, средином новембра 1941. године је био одређен за оперативног официра батаљона „Пелагић”. На његову иницијативу је убрзо потом била извршена реорганизација батаљона и на његово чело је дошао Душан Метлић, тада најпопуларнији устаник у Јању. Уочи Нове 1942. године, под веома неповољним условима, батаљон је напао домобранску посаду у Језеру. Максо је у овој борби непосредно предводи делове батаљона и истакао се вештином командовања, али и личном храброшћу.
Када је, 6. априла 1942. године, формиран Ударни партизански батаљон, у његов састав је ушло 120 пробраних бораца из батаљона „Пелагић”, међу којима је био и Максо. Након успешне једномесечне акције чишћења терена око Мркоњић-Града и Мањаче од четника, које је извршио Ударни батаљон, Максо се вратио у Јањ. Ту је радио на формирању нових јединица и одлучно се супротстављао покушају четника да овладају тереном Јања и Пљеве. Ово му је полазило за руком јер је као добар организатор и вешт старешина, стекао углед међу борцима, али и међу у народом.
Септембра 1942. године, за време борби око Мркоњић-Града и припрема за напад на Јајце, као заменик команданта и обавештајни официр Трећег крајишког партизанског одреда успео је да добије податке о снази непријатеља у Јајцу и око њега, што је знатно олакшало израду плана за ослобођење Јајца. У борбама за друго ослобођење Јајца, 25. новембра 1942. године, налазио се на челу батаљона „Пелагић”. Лично командујући са двема чета овог батаљона извео је подвиг — добро познавајући овај терен, провео је две чете из утврђене линије на Ћусинама, код његовог родног села и без иједне жртве уништио непријатељско упориште, чиме је омогућио лакше наступање партизанских снага у сам град.
У току 1942. године био је примљен у чланство Комунистичке партије Југославије (КПЈ).
Када је 18. јануара 1943. године формирана Девета крајишка ударна бригада, Максо је био постављен за њеног команданта. Неколико дана касније отпочела је Четврта непријатељска офанзива, у којој је бригада водила тешке борбе. Потом је бригаду предводио у борбама на терену Јајца, Купреса и Мркоњић-Града, као и у борбама са четницима, када је осујећен њихов покушај да после Четврте непријатељске офанзиве овладају овим делом Босанске крајине. У јесен 1943. године, после ослобођења ове територије, с бригадом је водио борбе у околини Сарајева и на комуникацијама у долини реке Босне.
Средином јануара 1944. године бригада се код Купреса нашла опкољена од великих непријатељских снага. Максо је тада распоредио јединице и извео вешт маневар, чиме је успео да очува бригаду и њену болницу са око 300 рањеника. Одамх потом, бригада је кренула у офанзиву и 26. јануара је ослободила Купрес, а потом разбила немачку моторизовану колону у Копривници и заузела Бугојно, 27. јануара 1944. године.
У току немачког десанта на Дрвар, 25. маја 1944. године, Максо је са својом бригадом кренуо у помоћ Врховном штабу НОВ и ПОЈ. Усиљеним маршем они су кренули са Купрешког поља у правцу Дрвара. Код Врбљана су разбили немачку колону и повезали се са Првим пролетерским корпусом, а потом му обезбедили покрет ка Купресу. За време евакуације Врховног штаба и болнице с Купрешког поља, Максина бригада је вршила непосредно обезбеђење аеродрома и правца од Јајца и Доњег Вакуфа.
Иако је био командант бригаде, често се налазио у првим борбеним редовима, са својим борцима. Па је тако 14. јула 1944. године био тешко рањен у борбама са јединицама из састава немачке Седме СС дивизије „Принц Еуген”, код Купреса. Након оздрављења, био је одређен за рад у Одељењу за заштиту народа (ОЗН).

### Послератни период
Након ослобођења земље, 1945. године био је начелник једног одељења Озне, а касније Управе државне безбедности (УДБ) у Београду. Године 1956. је прешао на дужност директора новоформиране Управе за радио-саобраћај, при Савезном извршном већу (СИВ). На овој дужности је остао све до пензионисања, 1. јануара 1973. године. Био је активан и у друштвеним организацијама, па је од 1956. до 1960. године био генерални секретар Централног одбора Удружења резервних официра Југославије. Имао је чин резервног пуковника ЈНА.
Умро је 4. јуна 1986. године у Београду и сахрањен је у Алеји народних хероја на Новом гробљу у Београду.
Носилац је Партизанске споменице 1941. и других југословенских одликовања, међу којима су — Орден братства и јединства са златним венцем, Орден за војне заслуге са великом звездом, Орден партизанске звезде са сребрним венцем, Орден заслуга за народ са сребрним зрацима, Орден за храброст и Орден рада са златним венцем. Орденом народног хероја одликован је 24. јула 1953. године.